# Анна Могилянка
Анна Могилянка, пол. Anna Mohylanka, рум. Anna Movilă, ? — приблизно 1665/1667) — шляхтянка Республіки Обох Націй (Речі Посполитої) молдавського походження, дочка господаря Молдавії Єремії Могили, меценатка, сестра Марії Амалії Потоцької та Раїни Вишневецької.

## Життєпис
Анна Могилянка народилася в сім'ї господаря Молдавського князівства Єремії Могили та його дружини Єлизавети.
Вона була відома своєю політичною діяльністю в Польщі, її описують як пристрасну та енергійну. Була втягнута в різні політичні інтриги.
Під час правління Василя Лупуса вона намагалася повернути молдавський престол родині Мовілештів. Сталося це під час повстання Хмельницького, коли Богдан Хмельницький хотів віддати Молдавію своєму синові, а її чоловік Станіслав Потоцький воював в Україні за повернення України під польську корону. Ана висунула свого брата Богдана, який близько 30 років жив у Стамбулі, де прийняв іслам і був капітаном-пашою османського флоту. Вона привезла його в найсерйознішій таємниці до Польщі, змусила знову навернути до християнства і підготувала його до сходження на престол Молдови. Обставини, за яких цей план провалився, невідомі, як і невідомо, що сталося з Богданом Мовілою.
Ана Могилянка також брала активну участь у війні за спадщину Польщі. Боротьба між Бурбонами і Габсбургами мала завершитися на користь перших. Тоді Австрія вміла скористатися патріотичним почуттям шляхта, який вимагав, щоб спадкоємець престолу був не французом і не австрійцем, а поляком. Громадянська війна, яка тривала кілька років, закінчилася перемогою Шлеахти над королівськими військами на чолі з її чоловіком Станіславом Потоцьким. Ана Потоцька описана як активна прихильниця короля-переможця та особисто працювала на підтримку його справи. Вона була близькою подругою королеви Марії-Луїзи, і в цій якості завжди стояла по праву руку від чоловіка і діяла на користь французького спадкоємця.
Була фундаторкою будівництва мурованої Успенської церкви у Підгайцях, опікувалася братством при церкві в Мостиськах (у 1604 році, дідич містечка Мостиськ Гербурт видав дозвіл на будівництво церкви, яку спорудили в 1611 році, освятили під титулом святого Юрія). Анна Могилянка видала в 1631 році привілей, який підтвердив у 1691 році польський король Ян ІІІ Собеський.
Могилянка подарувала коштовні речі Успенській церкві у Львові. Одна зі щедрих доброчинниць Крехівського монастиря.
Померла в 1666 році. 
На її надгробку латиною було написано: 
«Тут покояться кістки Ани Мовілянки, молдавського походження, грецької релігії та звичаїв, після польського шлюбу, дружини трьох чоловіків, коханки четвертого, підбурювача несправедливих виборів Кондея; прихильника беззаконного придушення польської свободи, запалила вогонь між громадянами, збільшила дихання пекла, вона давала добру пораду своєму чоловікові, поки була жива, а після своєї смерті не залишила йому нічого, крім мистецтва робити шкоду країні, і вона померла в рік Христа 1666».

## Сім'я
Вона вийшла заміж за чотирьох польських шляхтичів: 
- за Максиміліана Пшеребського, воєводу Ленчичського;
- за князем Іоном Шедзівоєм Черновським;
- за  Владом Миковським, воєводою краківським;
- за гетьманом Станіславом Потоцьким.

Частина її спадку, що мала відійти першому чоловіку та його спадкоємцям, була записана Потоцьким, що стало причиною багатьох процесів. Зокрема, Миколай Пшерембський у листі від 16 травня 1680 з Любліна до короля Яна ІІІ «благав про опіку перед руїною», писав, що Потоцькі без прав привласнили собі коштовності (золото, срібло, клейноди) та маєтки Анни Могили вартістю принаймні кількасот тисяч